# «Ферст Вієнна» в Кубку Мітропи
Нижче наведений список усіх матчів футбольного клубу «Ферст Вієнна» у Кубку Мітропи, місця проведення цих матчів, а також автори голів у складі команди. Також містить статистичні дані гравців і тренерів клубу в матчах турніру.
Кубок Мітропи вперше був проведений у 1927 році для провідних клубів Центральної Європи. «Вієнна» вперше кваліфікувалась в 1929 році як володар національного кубку. У 1931 році клуб став переможцем турніру, здобувши шість перемог у шести матчах. Загалом команда вісім разів виступала у Кубку Мітропи в період найбільшої популярності турніру (1927—1940).
В 50-х роках проведення кубку було відновлене. В цей час формат його проведення регулярно змінювався, а рівень і статус учасників падав. «Вієнна» шість разів потрапляла до турніру, але успіхів не досягла.

## Статистика виступів
| Сезони | Матчі | Перемоги | Нічиї | Поразки | Різниця м'ячів |
| ------ | ----- | -------- | ----- | ------- | -------------- |
| 8      | 30    | 18       | 2     | 10      | 60 — 45        |

| Сезони | Матчі | Перемоги | Нічиї | Поразки | Різниця м'ячів |
| ------ | ----- | -------- | ----- | ------- | -------------- |
| 6      | 13    | 3        | 1     | 9       | 17 — 37        |

## Список матчів
| №                         | Розіграш | Стадія           | Дата та місце проведення | Команда 1              | Рахунок | Команда 2              | Голи                                |
| ------------------------- | -------- | ---------------- | ------------------------ | ---------------------- | ------- | ---------------------- | ----------------------------------- |
| 1                         | 1929     | 1/4              | 23.06.1929, Будапешт     | Хунгарія (Будапешт)    | 1:4     | Ферст Вієнна           | Гібіш, Герольд-2, Гшвайдль          |
| 2                         | 1929     | 1/4              | 07.07.1929, Відень       | Ферст Вієнна           | 1:0     | Хунгарія (Будапешт)    | Гшвайдль                            |
| 3                         | 1929     | 1/2              | 18.08.1929, Відень       | Ферст Вієнна           | 3:2     | Славія (Прага)         | Герольд, Гібіш, Гшвайдль            |
| 4                         | 1929     | 1/2              | 28.08.1929, Прага        | Славія (Прага)         | 4:2     | Ферст Вієнна           | Гібіш, Герольд                      |
| 5                         | 1930     | 1/4              | 12.07.1930, Прага        | Спарта (Прага)         | 2:1     | Ферст Вієнна           | Гшвайдль                            |
| 6                         | 1930     | 1/4              | 19.07.1930, Відень       | Ферст Вієнна           | 2:3     | Спарта (Прага)         | Гібіш, Тегель                       |
| 7                         | 1931     | 1/4              | 27.06.1931, Відень       | Ферст Вієнна           | 3:0     | Бочкаї (Дебрецен)      | Гшвайдль-2, Гофманн                 |
| 8                         | 1931     | 1/4              | 5.07.1931, Будапешт      | Бочкаї (Дебрецен)      | 0:4     | Ферст Вієнна           | Тегель, Адельбрехт, Ердль-2         |
| 9                         | 1931     | 1/2              | 20.09.1931, Рим          | Рома (Рим)             | 2:3     | Ферст Вієнна           | Марат, Блум, Гшвайдль               |
| 10                        | 1931     | 1/2              | 24.09.1931, Відень       | Ферст Вієнна           | 3:1     | Рома (Рим)             | Марат-2, Блум                       |
| 11                        | 1931     | фінал            | 8.11.1931, Цюрих         | Ферст Вієнна           | 3:2     | ВАК                    | Тегель, Адельбрехт, Бехер (аг.)     |
| 12                        | 1931     | фінал            | 12.11.1931, Відень       | ВАК                    | 1:2     | Ферст Вієнна           | Ердль-2                             |
| 13                        | 1932     | 1/4              | 25.06.1932, Відень       | Ферст Вієнна           | 5:3     | Уйпешт (Будапешт)      | Шенветтер-3, Адельбрехт, Тегель     |
| 14                        | 1932     | 1/4              | 29.06.1932, Будапешт     | Уйпешт (Будапешт)      | 1:1     | Ферст Вієнна           | Брозенбауер                         |
| 15                        | 1932     | 1/2              | 10.07.1932, Болонья      | Болонья                | 2:0     | Ферст Вієнна           |                                     |
| 16                        | 1932     | 1/2              | 17.07.1932, Відень       | Ферст Вієнна           | 1:0     | Болонья                | Шенветтер                           |
| 17                        | 1933     | 1/4              | 26.06.1933, Відень       | Ферст Вієнна           | 1:0     | Амброзіана-Інтер       | Вортманн                            |
| 18                        | 1933     | 1/4              | 2.07.1933, Мілан         | Амброзіана-Інтер       | 4:0     | Ферст Вієнна           |                                     |
| 19                        | 1935     | 1/8              | 18.06.1935, Відень       | Ферст Вієнна           | 1:1     | Спарта (Прага)         | Голек                               |
| 20                        | 1935     | 1/8              | 22.06.1935, Прага        | Спарта (Прага)         | 5:3     | Ферст Вієнна           | Фішер, Голек-2                      |
| 21                        | 1936     | 1/8              | 20.06.1936, Будапешт     | Хунгарія (Будапешт)    | 0:2     | Ферст Вієнна           | Ердль-2                             |
| 22                        | 1936     | 1/8              | 28.06.1936, Відень       | Ферст Вієнна           | 5:1     | Хунгарія (Будапешт)    | Гшвайдль, Поллак-4                  |
| 23                        | 1936     | 1/4              | 5.07.1936, Відень        | Ферст Вієнна           | 2:0     | Амброзіана-Інтер       | Маху, Поллак                        |
| 24                        | 1936     | 1/4              | 12.07.1936, Мілан        | Амброзіана-Інтер       | 4:1     | Ферст Вієнна           | Голек                               |
| 25                        | 1937     | 1/8              | 13.06.1937, Відень       | Ферст Вієнна           | 2:1     | Янг Фелловз            | Гшвайдль, Мольцер                   |
| 26                        | 1937     | 1/8              | 27.06.1937, Цюрих        | Янг Фелловз            | 1:0     | Ферст Вієнна           |                                     |
| 27                        | 1937     | 1/8 перегравання | 29.06.1937, Цюрих        | Янг Фелловз            | 0:2     | Ферст Вієнна           | Фішер, Гшвайдль                     |
| 28                        | 1937     | 1/4              | 4.07.1937, Будапешт      | Ференцварош (Будапешт) | 2:1     | Ферст Вієнна           | Поллак                              |
| 29                        | 1937     | 1/4              | 11.07.1937, Відень       | Ферст Вієнна           | 1:0     | Ференцварош (Будапешт) | Поллак                              |
| 30                        | 1937     | 1/4 перегравання | 14.07.1937, Будапешт     | Ференцварош (Будапешт) | 2:1     | Ферст Вієнна           | Каллер                              |
| Після відновлення турніру |          |                  |                          |                        |         |                        |                                     |
| 31                        | 1957     | 1/4              | 30.06.1957, Будапешт     | Вашаш (Будапешт)       | 3:0     | Ферст Вієнна           |                                     |
| 32                        | 1957     | 1/4              | 06.07.1957, Відень       | Ферст Вієнна           | 2:1     | Вашаш (Будапешт)       | Піхлер-2                            |
| 33                        | 1959     | 1/4              | 05.07.1959, Новий Сад    | Воєводина (Новий Сад)  | 1:0     | Ферст Вієнна           |                                     |
| 34                        | 1959     | 1/4              | 11.07.1959, Відень       | Ферст Вієнна           | 3:3     | Воєводина (Новий Сад)  | Сенекович-2, Єріха                  |
| 35                        | 1960     | група            | 03.07.1960, Відень       | Ферст Вієнна           | 2:3     | Вашаш (Будапешт)       | Грогз, Бузек                        |
| 36                        | 1960     | група            | 03.07.1960, Відень       | Ферст Вієнна           | 2:3     | Вашаш (Будапешт)       | Грогз, Бузек                        |
| 37                        | 1966-67  | 1 раунд          | 16.11.1966, Відень       | Ферст Вієнна           | 4:3     | Фіорентіна (Флоренція) | Немець-2, Вельдінгер, Ферранте (аг) |
| 38                        | 1966-67  | 1 раунд          | 08.12.1966, Флоренція    | Фіорентіна (Флоренція) | 3:1     | Ферст Вієнна           | Марік                               |
| 39                        | 1969-70  | 1 раунд          | 05.10.1969, Братислава   | Інтер (Братислава)     | 6:1     | Ферст Вієнна           | Масний                              |
| 40                        | 1971-72  | група            | 20.10.1971, Відень       | Ферст Вієнна           | 0:3     | Фіорентіна (Флоренція) |                                     |
| 41                        | 1971-72  | група            | 22.03.1972, Белград      | Партизан (Белград)     | 3:0     | Ферст Вієнна           |                                     |
| 42                        | 1971-72  | група            | 22.03.1972, Флоренція    | Фіоентіна (Флоренція)  | 2:1     | Ферст Вієнна           | Тракслер                            |
| 43                        | 1971-72  | група            | 22.03.1972, Відень       | Ферст Вієнна           | 1:4     | Партизан (Белград)     | Масний                              |

## Гравці
Всі футболісти, що грали в складі «Вієнни» в Кубку Мітропи в 1927—1940 роках.
| 1  | Леопольд Гофманн  | Півзахисник | 1929—1937 | 30 | 1  | 30 | 1  |
| 2  | Карл Райнер       | Захисник    | 1929—1937 | 29 | 0  | 29 | 0  |
| 3  | Фрідріх Гшвайдль  | Нападник    | 1929—1937 | 28 | 10 | 28 | 10 |
| 4  | Отто Каллер       | Півзахисник | 1929—1937 | 27 | 1  | 27 | 1  |
| 5  | Леонард Маху      | Півзахисник | 1929—1937 | 25 | 1  | 25 | 1  |
| 6  | Франц Ердль       | Нападник    | 1931—1937 | 18 | 6  | 18 | 6  |
| 7  | Віллібальд Шмаус  | Захисник    | 1931—1937 | 17 | 0  | 17 | 0  |
| 8  | Йозеф Блум        | Захисник    | 1929—1932 | 16 | 2  | 16 | 2  |
| 9  | Карл Горешовський | Воротар     | 1929—1933 | 16 | 0  | 16 | 0  |
| 10 | Антон Брозенбауер | Нападник    | 1929—1933 | 14 | 1  | 14 | 1  |
| 11 | Йозеф Адельбрехт  | Нападник    | 1930—1933 | 13 | 3  | 13 | 3  |
| 12 | Густав Тегель     | Нападник    | 1930—1933 | 13 | 4  | 16 | 5  |
| 13 | Віктор Гавлічек   | Воротар     | 1935—1937 | 12 | 0  | 12 | 0  |
| 14 | Йозеф Мольцер     | Нападник    | 1936—1937 | 10 | 1  | 24 | 2  |
| 15 | Густав Поллак     | Нападник    | 1935—1937 | 9  | 9  | 9  | 9  |
| 16 | Ріхард Фішер      | Нападник    | 1935—1937 | 9  | 2  | 9  | 2  |
| 17 | Леопольд Гібіш    | Нападник    | 1929—1930 | 6  | 4  | 6  | 4  |
| 18 | Леопольд Марат    | Нападник    | 1929—1931 | 6  | 3  | 6  | 3  |
| 19 | Рудольф Патцка    | Півзахисник | 1937      | 5  | 0  | 5  | 0  |
| 20 | Карл Герольд      | Нападник    | 1929      | 4  | 4  | 4  | 4  |
| 21 | Франц Цілльбауер  | Нападник    | 1929      | 4  | 0  | 4  | 0  |
| 22 | Франц Шенветтер   | Нападник    | 1932      | 4  | 4  | 4  | 4  |
| 23 | Вільгельм Голек   | Нападник    | 1935—1936 | 3  | 2  | 3  | 2  |
| 24 | Фердинанд Барилі  | Нападник    | 1937      | 2  | 0  | 2  | 0  |
| 25 | Зігфрід Вортманн  | Нападник    | 1933      | 2  | 1  | 2  | 1  |
| 26 | Йозеф Майбек      | Нападник    | 1935      | 2  | 0  | 2  | 0  |
| 27 | Роберт Фрідль     | Воротар     | 1929      | 2  | 0  | 2  | 0  |
| 28 | Франц Гісляйтнер  | Нападник    | 1935      | 1  | 0  | 1  | 0  |
| 29 | Адольф Лаудон     | Півзахисник | 1937      | 1  | 0  | 1  | 0  |
| 30 | Йоганн Пенцінгер  | Нападник    | 1930      | 1  | 0  | 1  | 0  |
| 31 | Вільгельм Шаден   | Півзахисник | 1930      | 1  | 0  | 1  | 0  |

## Бомбардири
Всі футболісти, що забивали в складі «Вієнни» в Кубку Мітропи в 1927—1940 роках.
| №    | Ім'я              | Позиція     | Роки виступів | В складі «Вієнни» |    |
| Голи | Матчі             |             |               |                   |    |
| ---- | ----------------- | ----------- | ------------- | ----------------- | -- |
| 1    | Фрідріх Гшвайдль  | Нападник    | 1929—1937     | 10                | 28 |
| 2    | Густав Поллак     | Нападник    | 1935—1937     | 9                 | 9  |
| 3    | Франц Ердль       | Нападник    | 1931—1937     | 6                 | 18 |
| 4    | Леопольд Гібіш    | Нападник    | 1929—1930     | 4                 | 6  |
| 5    | Карл Герольд      | Нападник    | 1929          | 4                 | 4  |
| 6    | Густав Тегель     | Нападник    | 1930—1933     | 4                 | 13 |
| 7    | Франц Шенветтер   | Нападник    | 1932          | 4                 | 4  |
| 8    | Йозеф Адельбрехт  | Нападник    | 1930—1933     | 3                 | 13 |
| 9    | Леопольд Марат    | Нападник    | 1929—1931     | 3                 | 6  |
| 10   | Йозеф Блум        | Захисник    | 1929—1932     | 2                 | 16 |
| 11   | Вільгельм Голек   | Нападник    | 1935—1936     | 2                 | 3  |
| 12   | Ріхард Фішер      | Нападник    | 1935—1937     | 2                 | 9  |
| 13   | Антон Брозенбауер | Нападник    | 1929—1933     | 1                 | 14 |
| 14   | Зігфрід Вортманн  | Нападник    | 1933          | 1                 | 2  |
| 15   | Леопольд Гофманн  | Півзахисник | 1929—1937     | 1                 | 30 |
| 16   | Отто Каллер       | Півзахисник | 1929—1937     | 1                 | 27 |
| 17   | Леонард Маху      | Півзахисник | 1929—1937     | 1                 | 25 |
| 18   | Йозеф Мольцер     | Нападник    | 1936—1937     | 1                 | 10 |

## Інша статистика
| № | Ім'я             | Роки      | Кількість матчів |
| - | ---------------- | --------- | ---------------- |
| 1 | Фердинанд Фрітум | 1929—1933 | 18               |
| 2 | Фрідріх Гшвайдль | 1935—1937 | 12               |

| № | Ім'я        | Роки      | Кількість матчів |
| - | ----------- | --------- | ---------------- |
| 1 | Йозеф Блум  | 1929—1932 | 16               |
| 2 | Карл Райнер | 1933—1937 | 14               |

| Дата       | Матч                                | Глядачі |
| ---------- | ----------------------------------- | ------- |
| 05.07.1936 | «Вієнна» — «Амброзіана-Інтер» — 3:0 | 37 000  |
| 28.06.1936 | «Вієнна» — «Хунгарія» — 5:1         | 32 000  |
| 02.07.1933 | «Амброзіана-Інтер» — «Вієнна» — 4:0 | 30 000  |

| Ім'я              | Дата       | Матч                      | Хвилина |
| ----------------- | ---------- | ------------------------- | ------- |
| Леопольд Гібіш    | 18.08.1929 | «Вієнна» — «Славія» — 3:2 | 84      |
| Антон Брозенбауер | 24.09.1931 | «Вієнна» — «Рома» — 3:1   | 4       |

| Ім'я         | Дата       | Матч                           | Хвилина |
| ------------ | ---------- | ------------------------------ | ------- |
| Леонард Маху | 14.07.1937 | «Ференцварош» — «Вієнна» — 2:1 | 24      |

| Ім'я          | Дата       | Матч                        | Хвилини        |
| ------------- | ---------- | --------------------------- | -------------- |
| Густав Поллак | 28.06.1936 | «Вієнна» — «Хунгарія» — 4:1 | 49, 78, 88, 90 |

| Ім'я            | Дата       | Матч                      | Хвилини    |
| --------------- | ---------- | ------------------------- | ---------- |
| Франц Шенветтер | 25.06.1932 | «Вієнна» — «Уйпешт» — 5:3 | 11, 30, 90 |

## Чемпіони
| Склад команди у чемпіонському розіграші 1931 року Воротар: Карл Горешовський (6). Захисники: Карл Райнер (6), Йозеф Блум (6.2). Півзахисники: Леопольд Гофманн (6.1), Віллібальд Шмаус (4), Леонард Маху (4), Отто Каллер (4). Нападники: Йозеф Адельбрехт (6.2), Фрідріх Гшвайдль (6.3), Густав Тегель (6.2), Антон Брозенбауер (4), Франц Ердль (4.4), Леопольд Марат (4.3). Тренер: Фердинанд Фрітум. |

## Кубок Націй
В 1930 році «Вієнна» також виступала в Кубку Націй, клубному турнірі для чемпіонів або володарів національних кубків провідних футбольних країн Європи. Змагання проходило в Женеві. «Вієнна» представляла свою країну як володар Кубка Австрії 1930 року і посіла в підсумку третє місце.
| № | Розіграш | Стадія     | Дата та місце проведення | Команда 1    | Рахунок | Команда 2    | Голи                                       |
| - | -------- | ---------- | ------------------------ | ------------ | ------- | ------------ | ------------------------------------------ |
| 1 | 1930     | 1 раунд    | 28.06.1930, Женева       | Серветт      | 0:7     | Ферст Вієнна | Мінеллі-аг., Адельбрехт-4, Гібіш, Гшвайдль |
| 2 | 1930     | 1/4        | 02.07.1930, Женева       | Ферст Вієнна | 7:1     | Фюрт         | Гшвайдль-3, Тегель-3, Гібіш                |
| 3 | 1930     | 1/2        | 05.07.1930, Женева       | Ферст Вієнна | 7:1     | Славія       | Гшвайдль                                   |
| 4 | 1930     | За 3 місце | 06.07.1930, Женева       | Серветт      | 1:5     | Ферст Вієнна | Гібіш, Гофманн, Гшвайдль, Адельбрехт-2     |

| Склад команди в Кубку Націй Воротар: Карл Горешовський (4). Захисники: Карл Райнер (4), Йозеф Блум (4). Півзахисники: Леопольд Гофманн (4.1), Леонард Маху (3), Отто Каллер (3), Вільгельм Шаден (1), Віллібальд Шмаус (1) Нападники: Йозеф Адельбрехт (4.6), Фрідріх Гшвайдль (4.6), Густав Тегель (4.3), Антон Брозенбауер (4), Леопольд Гібіш (4.3) Тренер: Фердинанд Фрітум. |